# Ahmet Anzavur
Ahmet Anzavur Anchok, in adighè: Анцокъу Ахьмэд Анзаур, Antsoqw Ahməd Anzawur, in turco: Ahmet Anzavur Ançoko, (1885 – 15 aprile 1921) è stato un militare e un ufficiale di gendarmeria ottomano.
Anzavur servì come maggiore durante la prima guerra mondiale. Divenne un capo della guerriglia in Anatolia, che coordinò quella che è nota come rivolta di Ahmet Anzavur durante la guerra d'indipendenza turca.
Durante la guerra d'indipendenza turca, fu motivato dai vertici dell'Impero ottomano a ribellarsi contro Mustafa Kemal Pasha e i rivoluzionari turchi nella rivolta di Ahmet Anzavur. La sua rivolta fu sconfitta da un altro circasso, Çerkes Ethem.
Fu condannato a morte nel febbraio 1921, catturato e giustiziato il 15 aprile 1921 nel villaggio di Adliye vicino Karabiga.